# ×Crepidiastrixeris surgensis
Crepidiastrixeris surgensis là một loài thực vật có hoa trong họ Cúc. Loài này được (Hisauti) Kitam. mô tả khoa học đầu tiên năm 1937.